# 秩序警察

秩序警察の旗

ペナント

秩序警察（ちつじょけいさつ、独:Ordnungspolizei、略称Orpo（オルポ））は、1936年から1945年まで存在した、国民社会主義ドイツ労働者党（NSDAP,ナチ党）政権下のドイツの警察組織。常時制服を着用する警察組織の総称である。着用する制服の色から「緑色の警察（Grüne Polizei）」とも呼ばれていた。英語では「order police」とも訳されることがある。ナチ党政権下のドイツ警察組織は秩序警察と保安警察に二分されていた。「組織警察」とも訳される。

## 歴史

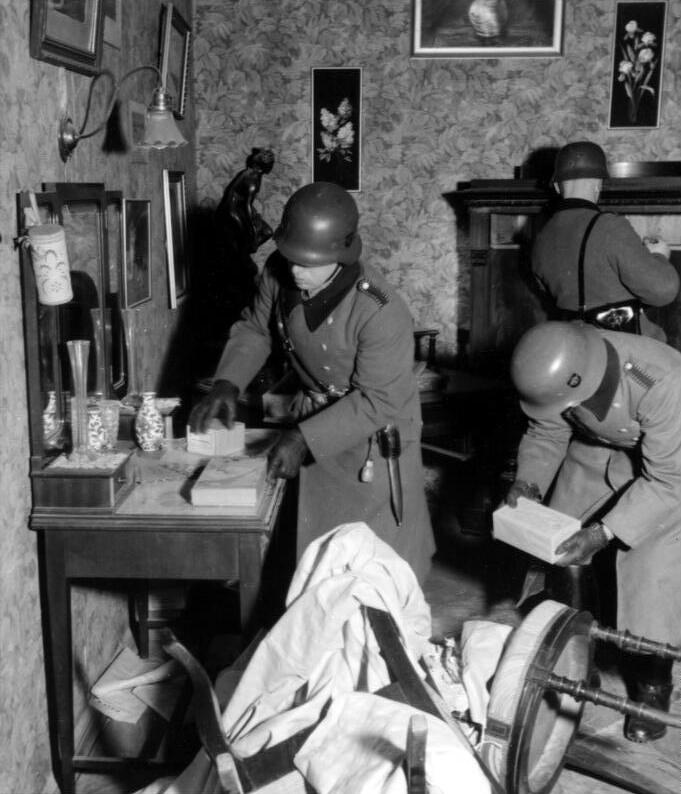
秩序警察による家宅捜索（1939年11月ポーランド・ワルシャワ）

1936年6月17日に親衛隊全国指導者ハインリヒ・ヒムラーがドイツ警察長官(Chef der Deutschen Polizei)に任命された。6月26日にヒムラーはドイツ警察をクルト・ダリューゲ親衛隊大将が指揮する秩序警察と、ラインハルト・ハイドリヒ親衛隊中将が指揮する保安警察に二分し、制服を常時着用する警察組織は秩序警察にまとめた。
秩序警察本部 (Hauptamt Ordungspolizei) の下に大都市の治安維持を担当する都市防護警察（Schutzpolizei des Reiches）、自前で予算を捻出できる中都市の治安維持を担当する地方防護警察（Schutzpolizei der Gemeinden）、自前で警察運営できない小規模の自治体の治安維持を担当する国家地方警察（Gendarmerie）、消防団（Feuerwehr）の上位にある消防警察（Feuerschutzpolizei）、大事故や災害に対応する緊急技術支援隊（Technische Nothilfe）などが置かれていた。1943年以降は鉄道防護警察（Bahnschutzpolizei）、防空警察（Luftschutzpolizei)、郵便保安部（Postschutz）も秩序警察本部の管轄となった。
秩序警察本部は秩序警察長官（Chef der Ordnungspolizei）によって指揮される。はじめはクルト・ダリューゲ、1943年以降は「病気療養のため」としてダリューゲが退き、アルフレート・ヴェンネンベルク親衛隊大将が秩序警察長官事務取扱として指揮した。
犯罪捜査を担当する刑事警察はゲシュタポとともに保安警察に再編されていたが、アルトゥール・ネーベを部長とする中央の国家刑事警察本部（RKPA）が完全にハイドリヒの指揮下にあったのに対し、刑事警察の地方分署は、専門的な指図を国家刑事警察本部から受けつつ、秩序警察に属する地方の警察署長が刑事警察の分署所長を兼ねたために、間接的に秩序警察の管轄下にもあるという二重権力構造になっていた。そのため刑事警察の管轄権をめぐってハイドリヒとダリューゲの間には対立があった。1943年8月に反SS的な内相ヴィルヘルム・フリックが更迭されてヒムラーが新内相となるとそれまで保安警察（国家保安本部）と距離を置いて付き合ってきた秩序警察は、刑事警察の指揮権を完全に国家保安本部に奪われたうえ、それまで秩序警察が担当した警察の報告、登録業務、警察法規、警察組織全般に関する一切の業務も国家保安本部に移され、政治的には力を喪失した。
1939年に第二次世界大戦が開戦すると秩序警察の国家地方警察は国防軍に人員を出した（多くは野戦憲兵となる）。また秩序警察は武装親衛隊への人材提供や警察連隊として戦場に派遣され、1939年10月には15000名の秩序警察官からなる「警察師団」が編成された。この師団は西方電撃戦やロシア戦線で活躍し、1942年2月には武装親衛隊に編入され「SS警察師団」と改称され、ついで装甲擲弾兵師団に、1943年9月からは第4SS警察装甲擲弾兵師団となった。戦争末期には新たに第35SS警察擲弾兵師団が創設されているが、師団として実戦に投入されたかは不明である。警察連隊（Polizei regiment）は占領地域における対パルチザン戦闘など治安維持活動のために編成されたもので1943年以降は「SS警察連隊」に名称変更されている。
ドイツの敗戦で秩序警察は事実上消滅し、1945年7月に連合国管理委員会が成立するとドイツ警察改革が布告され、各占領地域でドイツ警察組織の再編が行われた。

## 組織
SS上級大将のクルト・ダリューゲ秩序警察本部長官 (Chef der Ordnungspolizei) は、親衛隊全国指導者兼全ドイツ警察長官 (Chef der Deutschen Polizei) であるハインリヒ・ヒムラーに直接報告を行なう立場にいた。ダリューゲは1943年8月31日に病により秩序警察本部長官職を事実上退任しており(形式的には終戦まで留任）、1943年9月1日付けでアルフレート・ヴェンネンベルクSS大将が秩序警察本部長官事務取扱として実質的な後任に任じられた。

### 秩序警察本部

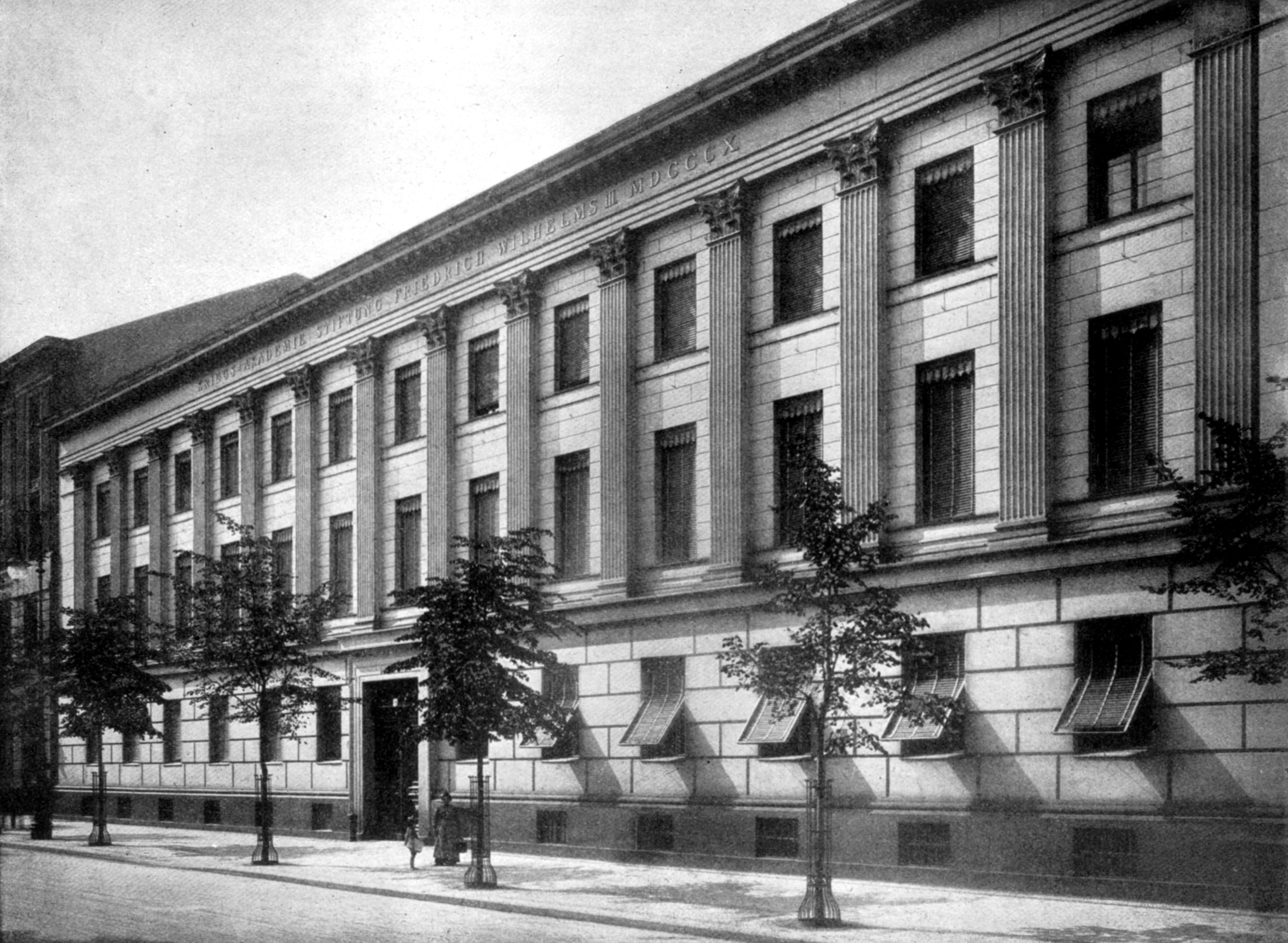
ベルリン・ウンター・デン・リンデンの秩序警察本部外観。

秩序警察本部 (Hauptamt Ordungspolizei) は、秩序警察の司令塔であり、また、親衛隊の本部の一つである。本部内には総局、外局、総監部、監察官室、副官・連絡将校部が置かれ、基本的には秩序警察本部長官が統括し、各局長、総監は長官に対して直接報告義務があった。
秩序警察本部長官(Chef der Ordnungspolizei) 
- クルト・ダリューゲ親衛隊上級大将（1939年9月1日 – 1945年5月8日、1943年8月31日に休職）
- アルフレート・ヴェンネンベルク親衛隊大将（1943年8月31日 – 1945年5月8日、秩序警察本部長官事務取扱としての任期）

本部官房(Hauptbüro)
Gruppe 1(Personalangelegenheiten der Verwaltungsbeamten des Chefs)
- ハインリヒ・マイネッケ（Heinrich Meinecke）

Gruppe 2(Alle übrigen Bürodirektorgeschäfte)
- ヨハネス・クラッパー(Johannes Klapper)

1943年11月に、経済に関係する部門は経済管理局の下に置かれ、残りの部門はヨハネス・クラッパーの元で指令局幕僚長（Stabführer des Kommandoamt）に再編された。

#### 総局
総局は主に秩序警察指令局と管理・法務局が存在した。
- 秩序警察指令局（Kommandoamt Ordnungspolizei）

局長
- アドルフ・フォン・ボンハルト（Adolf von Bomhard）警察中将（1936年6月30日 – 1942年10月1日）
- オットー・ヴィンケルマン（Otto Winkelmann）警察中将（1942年10月1日 – 1944年3月1日）
- アントン・ディールマン（Anton Diermann）警察少将（1944年3月1日 – 1944年7月31日）
- ハンス・フラーデ（Hans Flade）警察少将（1944年7月31日 – 1945年5月8日）

- Amtsgruppenkommando I(Organisation, Ausbildung, Nachschubwesen：編制・訓練・補給)

部長
- オットー・ヴィンケルマン（Otto Winkelmann）警察中将（1940年12月1日 – 1942年10月1日）
- ハンス＝ディートリヒ・グリュンヴァルト（Hans-Dietrich Grünwald）警察少将（1942年10月1日 – 1943年7月31日）
- ハンス・ミュラー＝ブルンクホルスト（Hans Müller-Brunkhorst）防護警察大佐（1943年8月1日 – 1943年11月30日）
- ハンス・フラーデ（Hans Flade）警察少将（1943年11月30日 – 1944年8月31日）
- ヨハネス・ロガルスキー（Johannes Rogalski）防護警察大佐（1944年8月31日 – 1945年5月8日）

- Amtsgruppenkommando II(Personalangelegenheiten：人事業務)

部長
- ヴィルヘルム・フォン・グロールマン（Wilhelm von Grolmann）警察少将（1940年12月1日 – 1942年9月30日）
- パウル・オットー・ガイベル国家地方警察大佐（1942年10月1日 – 1944年3月31日）
- アルトゥール・バール（Arthur Bahl）防護警察大佐（1944年4月1日 – 1944年9月）
- ルドルフ・アベッサー（Rudolf Abesser）防護警察大佐（1944年9月 – 1945年5月8日）

- Amtsgruppe kommando III (Sanitätswesens：衛生)

部長
- 医学博士ヴィルヘルム・クロスター（Dr.med.Wilhelm Kloster）警察軍医少将（1940年12月1日 – 1942年2月12日）
- 医学博士エルンスト・ヴェンツェル（Dr.med.Ernst Wenzel） 警察軍医少将（1942年2月12日 – 1943年9月1日）
- 医学博士オスカール・ホック（Dr.med.Oskar Hock）親衛隊少将（1943年9月1日 – 1944年4月30日）
- 医学博士フリードリヒ・ベッカー（Dr.med. Friedrich Becker）警察軍医少将（1944年5月1日 – 1944年10月1日）

- 管理・法務局（Amt Verwaltung und Recht (VuR)）

局長
- ヴェルナー・ブラハト（Werner Bracht）SS中将（1936年6月30日 – 1943年9月15日）

- Amtsgruppe VuR I:(Haushalt, Beamtenrecht, Versorgung：予算・官吏法・扶助)

部長
- マキシミリアン・ラインス（Maximilian Rheins）（1940年12月1日 – 1943年9月15日）

- Amtsgruppe VuR II:(Organisation, Personalien, Gewerbepolizei, Verkehr：編成・個人記録・産業警察・交通)

部長
- クルト・ボーダー（Kurt Bader）親衛隊少将 （1940年12月1日 – 1943年6月1日）
- ハインツ・ラインファルト 親衛隊少将 （1943年6月1日 – 1943年9月15日）

- Amtsgruppe VuR III:(Unterkunfts und Bauangegelenheiten：宿泊施設および建設事務)　　　　　　　　　　　　　　　　　　　　　　　　　　

部長
- ルドルフ・シャイデル（Rudolf Scheidel）（1940年12月1日 – 1943年9月15日）

1943年9月に管理・法務局は解体され、経済管理局と法務局に分割された。
経済管理局（Wirtschaftsverwaltungsamt）
局長
- アウグスト・フランク（August Frank）親衛隊大将（1943年9月15日 – 1945年5月8日）
- 博士オットー・ディーデリクス（Dr.Otto Diederichs）親衛隊上級大佐（1944年8月1日 – 1945年5月8日、代行）

- Amtsgruppe W I:(Wirtschaft：経済)

部長
- ハンス・モーザー（Hans Moser）親衛隊大佐（1943年9月15日 – 1944年9月4日）
- オイゲン・ホームト（Eugen Hohmuth）防護警察中佐（1944年9月4日 – 1945年5月8日）

- Amtsgruppe W II(Verwaltung：管理)

部長
- アウグスト・フランク（August Frank）親衛隊大将（1943年9月15日 – 1944年1月1日）
- 博士オットー・ディーデリクス（Dr.Otto Diederichs）親衛隊上級大佐（1944年1月1日 – 1945年5月8日）

- Amtsgruppe W III(Unterbringung：宿泊施設)

部長
- ルドルフ・シャイデル（Rudolf Scheidel）（1943年9月15日 – 1945年5月8日）

- Amtsgruppe W IV:(Polizeirecht, Versorgung：警察法・扶養)

部長
- ゲオルグ・フォン・ホーエンアシュタインベルク＝ヴィーガント男爵（Georg Freiherr von Hohenastenberg gennant Wigandt）（1943年12月20日 – 1945年5月8日） （00.12.43 – 00.03.44）

法務局（Rechtsamt)
局長
- ハインツ・ラインファルト親衛隊少将（1943年9月15日 – 1943年12月20日）

- Amtsgruppe R I:(Polizeigbeamtenrecht und Justitiariat für die Ordnungspolizei：警察官吏法および秩序警察法務)

部長
- マキシミリアン・ラインス（Maximilian Rheins）（1943年9月15日 – 1943年12月20日）

- Amtsgruppe R II(Polizeirecht：警察法)

部長
- ゲオルグ・フォン・ホーエンアシュタインベルク＝ヴィーガント男爵（Georg Freiherr von Hohenastenberg gennant Wigandt）（1943年9月15日 – 1943年12月20日）

親衛隊・警察技術学校（Technische SS- und Polizeiakademie）
校長
- 博士ヘルムート・ゲルロフ（Dr.Helmuth Gerloff）親衛隊少将（1943年9月15日 – 1944年9月30日）
- オスカール・シュミデル（Oskar Shmiedel）親衛隊少将（1944年9月30日 – 1945年5月8日）

秩序警察長官法律顧問（Jurist beim Chef der Ordnungspolizei） 
顧問
- 博士オットー・ディーデリクス（Dr.Otto Diederichs）親衛隊上級大佐（1944年1月17日 – 1945年5月8日）

消防団局（Amt Freiwillige Feuerwehr）
局長
- ヴァルター・シュネル（Walter Schnell）警察少将（1941年5月9日 – 1943年9月15日）

緊急技術支援局（Amt Technische Nothilfe）
局長
- ハンス・ヴァインライヒ（Hans Weinreich）警察中将（1941年12月 – 1943年9月15日）

衛生局（Sanitätsamt）
1944年10月1日に秩序警察指令局第3部（衛生）は衛生局に昇格した。
局長
- 博士グスタフ・デーデルライン（Prof.Dr.med.Gustav Döderlein）防護警察軍医大佐（1944年10月1日 – 1944年11月17日）
- 博士クルト・ホフマン（Dr.med.Kurt Hoffmann）警察軍医少将（1944年11月17日 – 1945年5月8日）

植民地警察局（Kolonialpolizei-Amt）
局長
- カール・プフェッファー＝ヴィルデンブルッフ（Karl Pfeffer-Wildenbruch）警察中将（1941年1月14日 – 1943年3月)

#### 外局
全国緊急技術支援庁（Reichsamt Technische Nothilfe）
局長
- ハンス・ヴァインライヒ（Hans Weinreich）警察中将（1934年4月24日 – 1943年10月15日）
- ヴィリー・シュメルヒャー（Willy Schmelcher）警察中将（1943年10月15日 – 1945年5月8日）

全国志願消防団庁（Reichsamt Freiwillige Feuerwehren）
局長
- ヴァルター・シュネル（Walter Schnell）警察少将（1942年3月11日 – 1945年5月8日）

#### 総監部（Generalinspekteure）
都市防護警察総監（Generalinspekteur der Schutzpolizei des Reiches）
総監
- テオドール・ジーベルト（Theodor Siebert）警察中将（1936年6月17日 – 1937年4月20日）
- アルトゥール・ミュルフェルシュテット（Arthur Mülverstedt）警察中将（1937年4月20日 – 1940年4月1日）
- ゲオルグ・シュライヤー（Georg Schreyer）警察中将（1940年4月1日 – 1943年6月30日）
- ヘルベルト・ベッカー（Herbert Becker）警察中将（1943年7月1日 – 1945年5月8日）

国家地方警察及び地方防護警察総監（Generalinspekteur der Gendamerie und Schutzpolizei der Gemeinden）
総監
- ユルゲン・フォン・カンプツ（Jürgen von Kamptz）警察少将（1936年6月17日 – 1937年4月6日）
- ヴィルヘルム・レッティヒ（Wilhelm Roettig）警察少将 （1937年4月6日 – 1939年9月10日）
- 空位（1939年9月10日 – 1940年11月1日）
- ルドルフ・クヴェルナー 警察中将（1940年11月1日 – 1941年4月30日）
- ユルゲン・フォン・カンプツ（Jürgen von Kamptz）警察少将（1941年4月30日 – 1943年5月31日）
- エミール・ヘーリンク（Emil Höring）警察中将（1943年6月1日 – 1944年3月31日）
- アウグスト・マイスナ―（August Meyszner）警察中将（1944年4月1日 – 1945年5月8日）

秩序警察学校総監（Generalinspekteur der Polizei-Schulen）
総監
- カール・プフェッファー＝ヴィルデンブルッフ（Karl Pfeffer-Wildenbruch）警察中将（1936年6月17日 – 1943年8月31日）
- 空位（1943年8月31日 – 1943年10月31日）
- アドルフ・フォン・ボンハルト（Adolf von Bomhard）警察中将（1943年10月31日 – 1945年2月1日）
- エミール・ヘーリンク（Emil Höring）警察中将（1945年2月1日 – 1945年5月8日）

消防総監（Generalinspekteur des Feuerlöschwesens）
総監
- 工学博士ヨハンネス・マイヤー（Dr.Ing.Johannes Meyer）警察中将（1937年1月 – 1943年9月15日）

消防団学校及び工場防火・査察総監（Generalinspekteur der Feuerwehrschulen, Werkfeuerwehren und Brandschau ）
総監
- 工学博士ヨハンネス・マイヤー（Dr.Ing.Johannes Meyer）警察中将（1943年9月15日 – 1945年5月8日）

消防警察及び消防団総監（Generalinspekteur der Feuerschutzpolizei und Feuerwehren）
総監
- ハンス・ランプ（Hans Rumpf）警察少将（1943年9月15日 – 1945年5月8日）

秩序警察官舎宿泊総監（Generalinspekteur für das Unterkunftswesen）
総監
- ルドルフ・シャイデル（Rudolf Scheidel）（1942年1月1日 – 1943年9月15日）

秩序警察衛生総監（Generalinspekteur für das Sanitätswesen）
総監
- 医学博士エルンスト・ヴェンツェル（Dr.med.Ernst Wenzel） 警察少将（1942年4月 – 1943年9月15日）
- 教授エルンスト＝ロベルト・グラヴィッツ親衛隊大将（1943年9月15日 – 1945年5月8日）

特別防衛総監（Generalinspekteur Spezialabwehr）
総監
- ハンス・アドルフ・プリュッツマン親衛隊大将 （1944年9月19日 – 1945年5月8日）

#### 監察官室（Inspektion）
世界観教育監察官（Inspekteur für die weltanschauliche Schulung）
監察官
- ヨアヒム・ツェーザー（Dr.Joachim Caesar）親衛隊上級大佐（1936年6月17日 – 1942年5月9日）
- アドルフ・フォン・ボンハルト（Adolf von Bomhard）警察中将（1942年5月9日 – 1944年1月1日）
- エルンスト・フィック（Ernst Fick）親衛隊少将（1944年1月1日 – 1945年4月29日）

歯科衛生監察官（Inspekteur für den zahnärztlichen Gesundheitsdienst）
監察官
- 歯科医博士オットー・シッテ（Dr.med.dent. Otto Sitte）親衛隊大佐（1943年7月1日 – 1943年9月15日）

水上警察監察官（Inspekteur der Wasserschutzpolizei）
監察官
- ブルーノ・クルムハー（Bruno Krumhaar）警察少将（1943年9月15日 – 1944年6月30日）
- エルンスト・シュレーター（Ernst Schröter）防護警察大佐（1943年9月15日 – 1945年5月8日）

防空監察官（Inspekteur der Luftschutz）
監察官
- 不明（1943年9月15日 – 1945年5月8日）

消防警察監察官（Inspekteur Feuerschutzpolizei）
監察官
- ヨハネス・シュミット（Johannes Schmidt）消防警察中佐（1943年9月15日 – 1945年5月8日）

通信監察官（Inspekteur für das Nachrichtenwesen）
監察官
- ロベルト・シュラッケ（Robert Schlake）親衛隊少将（1943年9月15日 – 1945年5月8日）

交通監察官（Inspekteur Kraftfahr- und Verkehrswesen）
監察官
- オスカール・シュミデル（Oskar Shmiedel）親衛隊少将（1943年9月15日 – 1945年5月8日）

武器・装備監察官（Inspekteur Waffen und Gerät (WuG)）
監察官
- カール・フィッシャー（Karl Fischer）親衛隊少将（1943年9月15日 – 1945年5月8日）

獣医監察官（Inspekteur Veterinär）
監察官
- 博士ヴィルヘルム・クライス（Dr.Wilhelm Kreis）警察獣医少将（1943年9月15日 – 1944年10月1日）
- 博士カール・プフラグナー（Dr.Karl Pfragner）警察獣医大佐（1944年10月1日 – 1945年5月8日）

騎兵監察官（Inspekteur der Kavallerie)
監察官
- ルドルフ・ルーゲ（Rudolf Ruge）親衛隊中佐（1943年9月 – 1945年5月8日）

### 防護警察
防護警察(Schutzpolizei)にはドイツの大都市の治安維持を担当する都市防護警察と、自前で予算が捻出できる中都市の治安維持を担当する地方防護警察がある。

#### 都市防護警察
大都市を担当する都市防護警察(Schutzpolizei des Reiches)はその駐屯規模で都市防護警察集団(Polizeigruppen)、都市防護警察管区(Polizeiabschnitte)、都市防護警察所管区(Polizeireviere)が置かれる。たとえば都市防護警察集団は特に規模が大きい都市であるベルリン、ハンブルク、ウィーンにのみ置かれていた。警察集団の下には3から5個管区があり、警察管区の下には5個以上の警察所管区がおかれていた。警察管区の規模はばらつきがあり、小さなものでは住民20人、大きいものは住民3万人のものも存在した。
駐屯規模に関わらず、都市防護警察は、騎馬警察隊、交通警察隊、通信隊、衛生部、蹄鉄係、警察中隊（機動隊）、特別出動隊、水上警察を持つ。

#### 地方防護警察
中都市を担当する地方防護警察(Schutzpolizei der Gemeinden) も機能や権限は都市防護警察と同じだが、都市防護警察が国家予算で大都市を担当するのに対し、地方防護警察は人口2000人以上の市町が自前の予算を捻出し、市町長（Bürgermeister）が警察管理官として地方防護警察を監督した。つまり都市防護警察と地方防護警察は同じ防護警察ではあるが、予算と管轄する住民数と直接の責任者が異なるという関係だった。各地方防護警察の司令官は警察少佐が務めた。

### 国家地方警察
国家地方警察 (Gendarmerie) は、防護警察の管轄外になる自前で警察を運営できない地方の町村における法の執行機関であった。
国家地方警察は単独勤務要員と自動車警邏隊員から構成され、各級行政機関に属し、各級行政区における国家地方警察は、各級国家地方警察司令官により統括される。単独勤務要員は各行政区における国家地方警察派出所に配属される。自動車警邏隊は国家地方警察の特別組織で各自動車警邏隊本支部に駐屯し、単独勤務要員と別に自動車警邏本隊、予備隊を構成する。
国家地方警察の警察官には都市防護警察に10年以上勤務していなければ任官できなかった。
国家地方警察は自動車化されていたため、戦時中には軍警察任務に向くと考えられて、国家地方警察の警察官から国防軍に人員が出されて多くは憲兵として勤務した（後述）。

### 秩序警察管理局
これ (Verwaltungspolizei) は、秩序警察の管理部門であり、全ての秩序警察署を指揮する権限を持っている。
また、管理局には中央記録保持部門、文民の法執行部隊の統率機関があり、衛生警察部門　　(Gesundheitspolizei)、企業活動を監督する営業警察部門 (Gewerbepolizei)、建築警察部門 (Baupolizei)等がある。大都市では、秩序警察管理部門、都市警察、刑事警察が共に警察本部 (Polizeiprasidium あるいは Polizeidirektion) を構成し、地域における警察力として機能していた。

### 交通警察
交通警察 (Verkehrspolizei) は、交通法規の執行機関で、ドイツにおける道路の安全を管理している。この組織は、ドイツの道路(アウトバーンは都市警察の自動車部隊により管理されている)をパトロールし、交通事故に対応する。交通警察は、車で長距離を旅行するナチスの高官を護衛する任務も持っていた。

### 水上警察
水上警察は、第三帝国の沿岸警備隊である。ドイツの川、海岸、内陸の湖における安全と保安も任務とし、港湾の保全を行う一般親衛隊の組織である「親衛隊港湾保全部隊」(SS-Hafensicherungstruppen) より上位の権限がある。

### 鉄道警察
鉄道警察 (Bahnschutzpolizei) は、ドイツ国有鉄道の従業員でもある、パートタイムの警官により構成されている。鉄道警察は、鉄道の安全や、鉄道に関するスパイ活動やサボタージュを防ぐ任務を持っていた。

### 郵便警備隊
郵便警備隊 (Postschutz) は、約4,500人の構成員を持ち、ドイツの郵便局の警備と、電話や電報などの通信経路の保安を担当した。

### 消防警察
1938年11月23日に発令された消防法（Feuerlöschgesetz）により、消防警察 (Feuerschutzpolizei)と消防団（Feuerwehren）が各地に設置された。消防警察は秩序警察に属し、各地の都市に設置された。1940年時には92の都市に置かれていた。
小さな町村で消防警察が置かれていない場合は、消防団が編成され、補助警察部隊として活動する。消防団は1940年時点で1200の消防管区に2万5000個存在した。消防団は常勤ではなく、出動の際以外は警察権は行使できない。また消防警察が秩序警察に属したのに対し、消防団は属しておらずその統括者は地方自治体の職員だった。
第二次世界大戦中、ドイツの都市は度々空襲をうけたため、消防警察と自衛消防隊は合わせて二百万人を越えていた。

### 防空警察
保安救援機関 (Sicherheits -und Hilfsdienst、SHD) は1935年に創設され、1942年4月、防空警察 (Luftschutzpolizei) と名称変更された。この組織は、空襲に対応し、緊急技術援助隊 (Technische Nothilfe) と消防警察 (Feuerschutzpolizei) とで協力し空襲の犠牲者を助けるための機関である。
防空団 (Lutschutzdienst) は国家防空連盟 (Reichsluftschutzbund、RLB) により支援され、1935年から空軍大臣ヘルマン・ゲーリングの指揮下の組織であった。この機関は、建物や家々の安全を保つ空襲監視員の組織であった。

### 緊急技術援助隊
緊急技術援助隊 (Technische Nothilfe、TeNo) は、建設技術者や専門家の集団である。この組織は、1919年に創設され、違法なストライキが行われる場合に市民生活に必須の公益事業体等の機能維持する役割を持っていた。1930年にガス事故と空襲に対する緊急対応組織として拡大され、自然災害、例えば洪水等に対応する人員・装備を保有していた。1937年より、この組織は警察の補助組織となり秩序警察本部に吸収された。1943年には、構成員は10万人を越えた。

### 無線保安部隊
無線保安部隊 (Funkschutz) はラジオ局への攻撃やサボタージュより守るための親衛隊と秩序警察から構成されていた。外国のラジオ放送の違法な受信の捜査も担当した。

### 工場警察
工場警察 (Werkschutzpolizei) の役割は、サボタージュや盗難から工場施設を守ることにある。警備員は民間人で多くは工場の関係者より構成されていた。秩序警察の指揮下にあり、親衛隊の制服を着用していた。

## 警察大隊
1939年から1945年の間、秩序警察はドイツ国内の組織から独立した軍事組織を保有していた。最初の部隊は、警察大隊であった。これらは、占領地域の法的秩序の維持と対パルチザン作戦のため設けられた。警察大隊は、親衛隊や警察指揮官に指揮され、ポーランドのユダヤ人のゲットーの警備に投入された。警察大隊は、人員が必要な場合にアインザッツ・グルッペン (Einsatzgruppen) が人員を引き抜くための人的プールとして使用された。1942年に多くの警察大隊から28個の警察連隊が編成された。そのほとんどは、東部戦線でのドイツ軍の撤退時の戦闘に巻き込まれることになった。
警察大隊はドイツ陸軍の通常の野戦憲兵（Feldgendarmerie）とは異なる存在である。

## SS警察師団

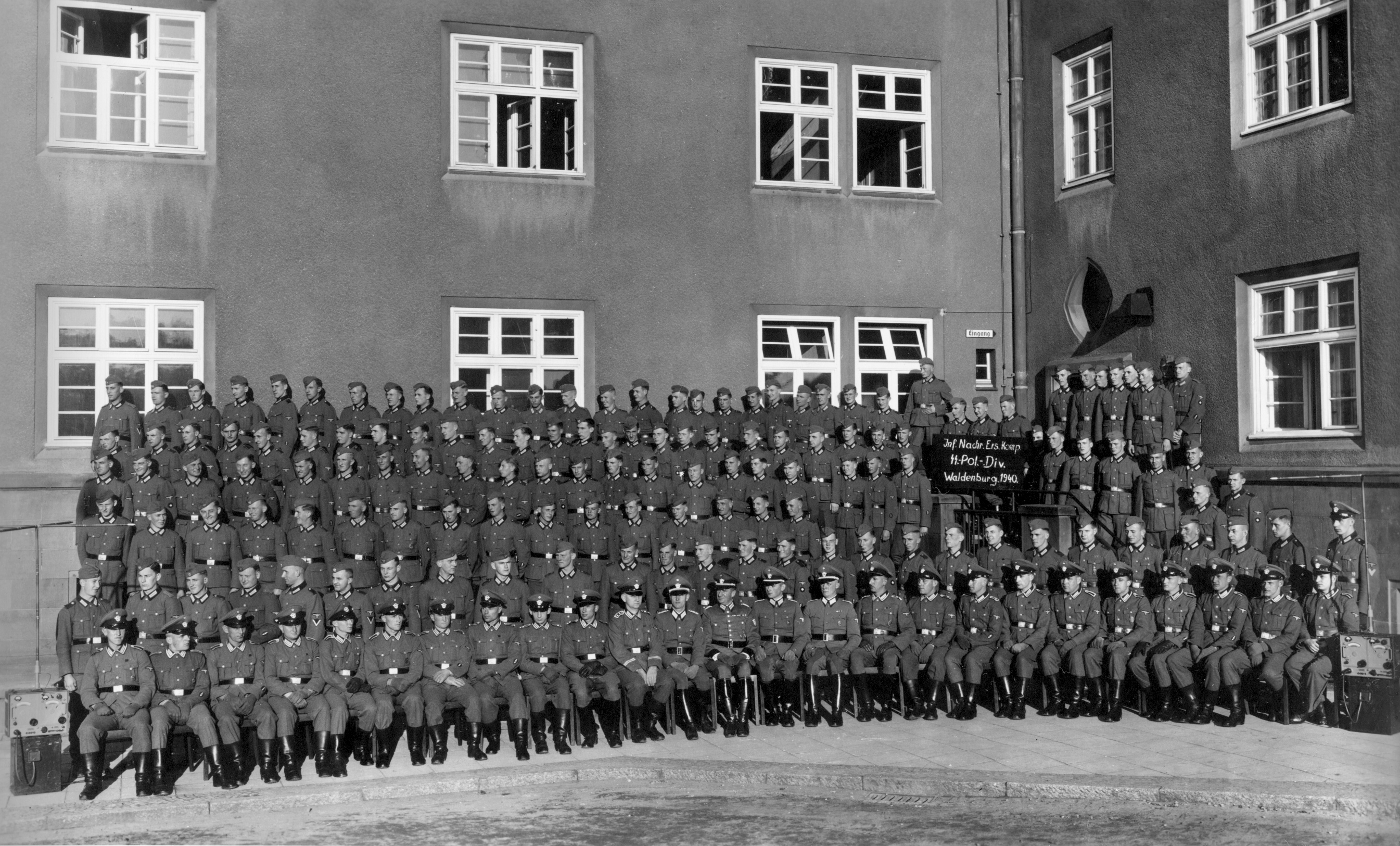
1940年に撮影された警察師団（歩兵通信補充中隊）。帽章と襟章は警察式で、左袖の鷲章は親衛隊式である

1939年9月18日にヒトラーが秩序警察の警察官による師団編成を命じたことにより、10月までに警官のなかから15803人が選抜されて「警察師団」が発足した。陸軍から指導将校が派遣されてきて、ヴァルデルン訓練場で1940年2月まで軍事訓練を受けた。
対フランス戦では当初「アドルフ・ヒトラー」師団の予備兵力として待機したが、6月に動員命令が出てベルギーを経てアルゴンヌでフランス軍と戦った。警察師団はいくつかの町を占領し、1941年6月までフランスに駐屯した後、対ソ戦準備のため東プロイセンに送られた。同年8月にロシア戦線に従軍し、ルガ付近でソ連軍と戦闘し、2000人の犠牲を出しながらも敵陣突破してレニングラード攻略へ向かった。
1942年2月に警察師団は武装親衛隊に編入され、「SS警察師団」となる。ソ連第2突撃軍の包囲殲滅に貢献した後、ラドガ湖南方に布陣し、1943年2月にカルピノへ移動。ついで装甲擲弾兵師団化のためにベーメン・メーレンに送られて訓練を受け、9月に訓練を終えて第4SS警察装甲擲弾兵師団となり、ギリシャ北部へ送られ、対パルチザン作戦に参加した。その後、ベオグラード、ついで1945年1月に第4装甲軍へ編入されスロバキア、さらにシュテッティンへ送られて戦った。ポンメルンでの戦闘後、ダンツィヒでソ連軍に包囲されるも4月末に海上脱出に成功。ベルリンへ向かったが、ヴィッテンベルク付近でアメリカ軍に降伏した。
戦争の最末期には秩序警察のSS警察連隊のいくつかが第35SS警察擲弾兵師団編成のために武装親衛隊に移管された。しかし師団として実戦に投入されたのかは不明である。

## 憲兵
プロイセン王フリードリヒ2世が創設して以来、ドイツ（プロイセン）の憲兵隊はナポレオン戦争、普墺戦争、普仏戦争と拡大を続けたが、第一次世界大戦の敗戦で解散となってドイツ憲兵史はいったん中断を余儀なくされた。しかし1939年の第二次世界大戦開戦で憲兵隊の再編成が行われた。
その中核となったのは秩序警察の国家地方警察（Gendarmerie）であった。国家地方警察は農村部など人口密度が低い地域を管轄するが、担当面積はかなり広いため自動車化部隊を備えていた。この自動車部隊が前線の軍警察任務に向いていると判断され、1939年9月の開戦後、1940年までに国家地方警察を中心として秩序警察の警察官1万3312人が国防軍に転属となり、そのうち将校280人、下士官7879人が憲兵となった。
憲兵は交通規制、軍内の規律違反取締、占領地の治安維持などを任務とする。憲兵は基本的に下士官以上しかおらず、最低階級は巡査部長（Rottmeister）であり、これは陸軍の下士官待遇兵長（Obergefreiter）相当とされており、憲兵下士官（Unteroffizier der Feldgendarmerie）と呼称されていた。憲兵下士官が憲兵軍曹（Feldwebel der Feldgendarmerie）に昇進するのは、最低5年の秩序警察勤務経験が必要とされ、さらに憲兵曹長（Oberfeldwebel der Feldgendarmerie）に昇進するには最低7年の勤務経験と軍曹として1年の勤務が必要だった。憲兵の最高階級は少将である。
憲兵の最大単位は憲兵大隊であり、憲兵大隊は3個憲兵中隊からなり、憲兵中隊は3個憲兵小隊から構成される。小隊は職務に応じて分隊を編成し、分隊が活動単位の中心だった。
憲兵は「Feldgendarmerie」（憲兵）と書かれたリンククラーゲンを首から掛ける。夜間交通整理や警戒任務を想定し、リンククラーゲンの国家鷲章と両端のリベットには夜光塗料が塗られていた。

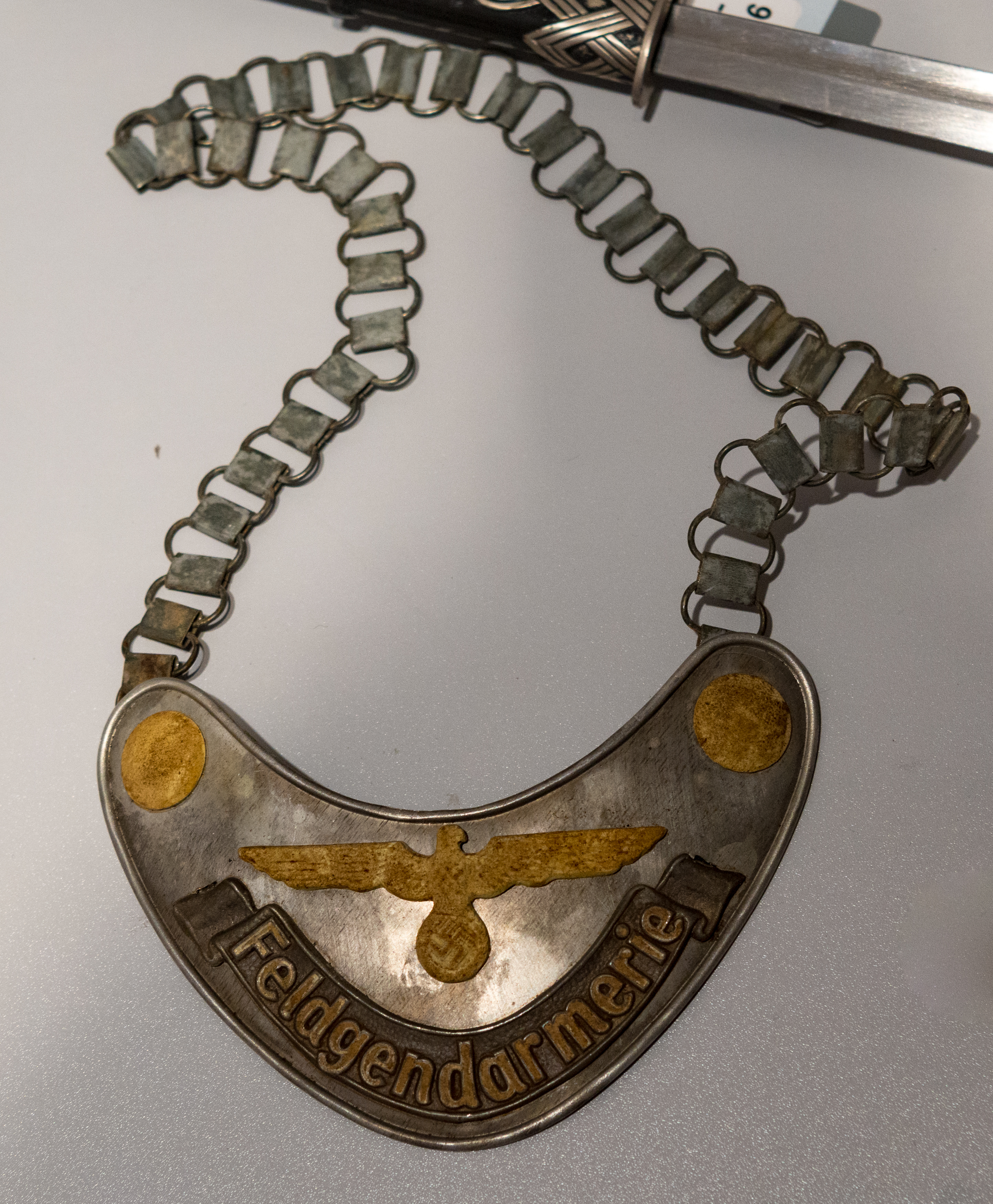
憲兵のリンククラーゲン（ドイツ語版）
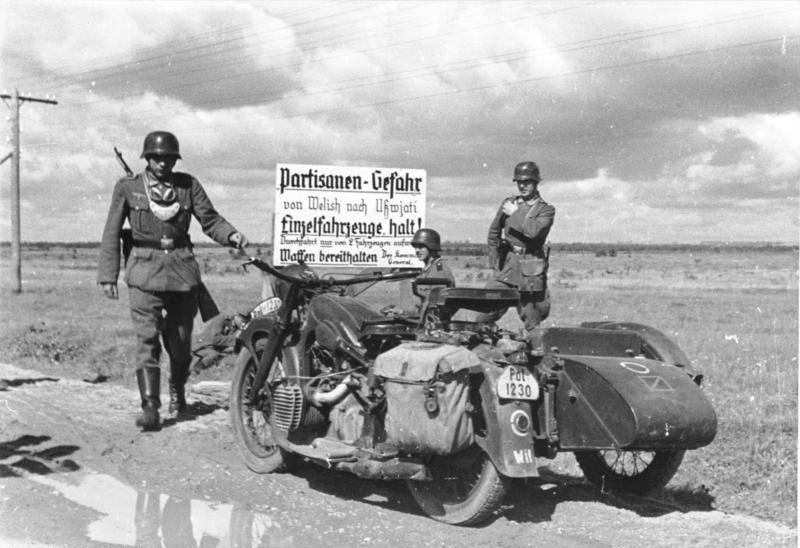
憲兵（1941年7月ロシア）

## 制服
秩序警察は制服として8つボタンの詰襟服を採用していた。制服の色は青緑色で、左袖の上腕には下士官兵卒はライトグリーン、佐尉官は銀、将官は金の糸で刺繍された秩序警察の鷲章が付く。全体的に陸軍の軍服と類似している。また親衛隊員である場合は、左ポケットの下にモール刺繍のSSルーン文字を入れる。非将官の警察官は襟周り、袖周り、前合わせなどのパイピング、襟章や肩章の台布で兵科色を示した。兵科色は都市防護警察や警察連隊が緑、国家地方警察がオレンジ、地方防護警察はクリムゾン、消防警察はピンクといった具合である。将官の襟章や肩章の台布の色は緑だったが、一般職である警察事務の将官待遇官のみシルバーグレーの台布だった。襟章は色が緑であること以外は基本的に陸軍型と同型だが、警察将官のみ1942年5月以降は親衛隊と同型（ただし色は緑色）の襟章に変更されている。
制帽の形状は陸軍と同型だが、国家色の円形章がクラウン部分に付き、バンド部分には秩序警察の鷲章が付く。警察用のシュタールヘルム（鉄兜）には左側に警察鷲章のデカール、右側にナチ党旗のデカールを貼り付ける。シャコー帽は1936年に秩序警察ができる前の州警察（Landespolizei）から引き継がれたものである。シャコー帽正面には大きな楕円形の円形章とその下に秩序警察鷲章がある。パレードや特別な式典では馬かバッファローの毛飾りを円形章のワイヤーに取り付ける。シャコー帽は戦時中にはあまり使用されなかった。

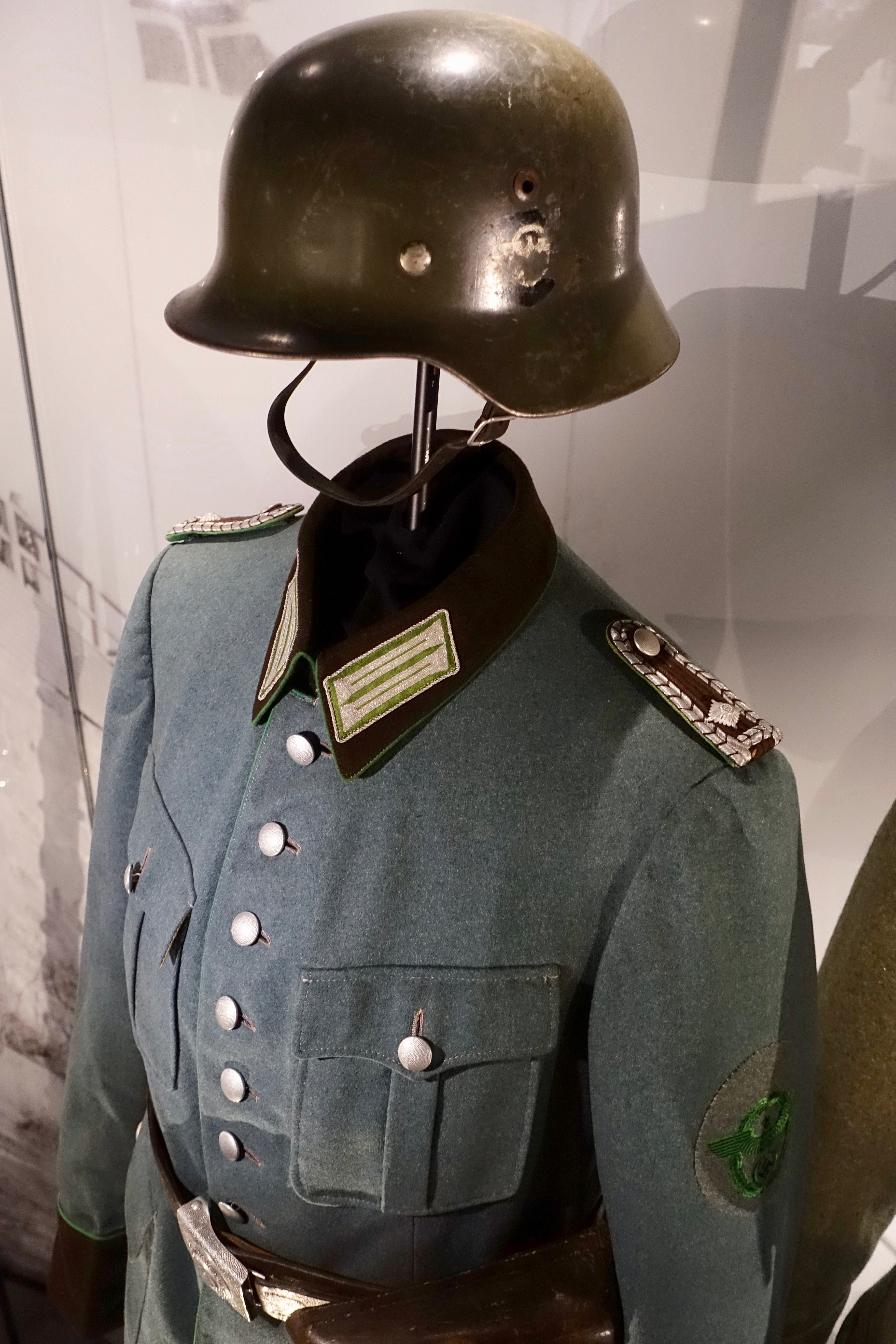
都市防護警察の警察官の制服。肩章は地区上級巡査部長
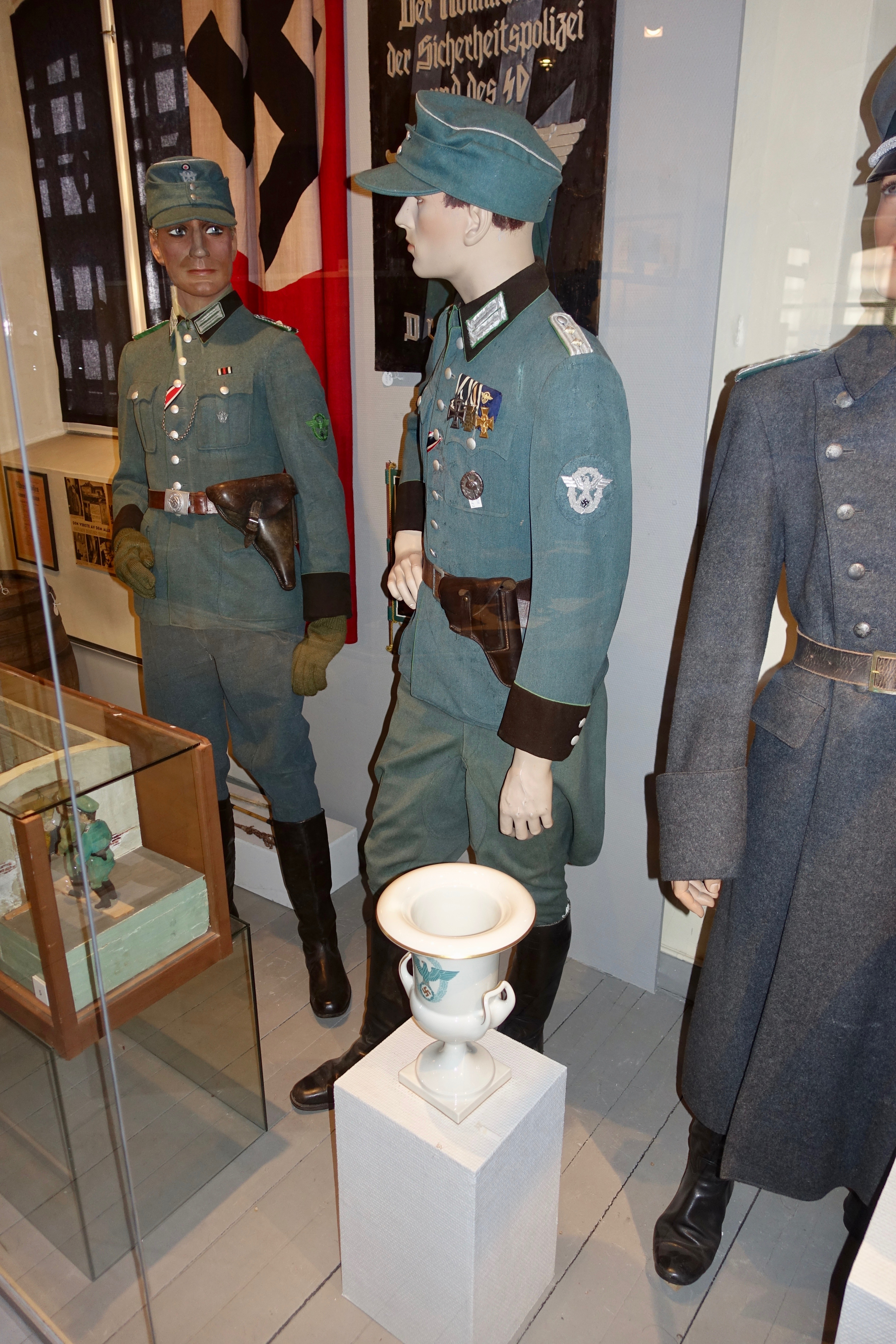
地区上級巡査部長（左）と警察大尉（中央）の制服
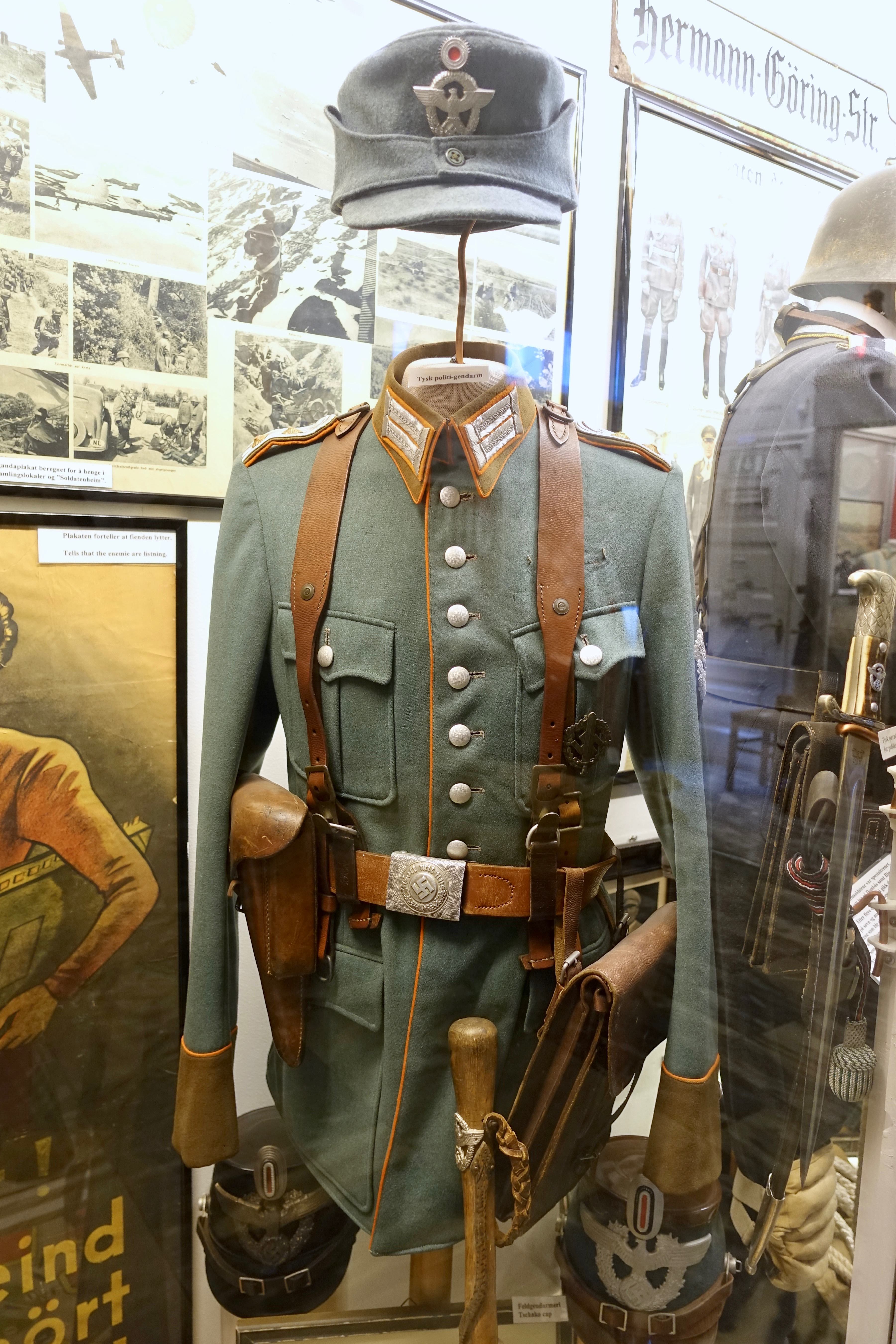
国家地方警察の警察官の制服。
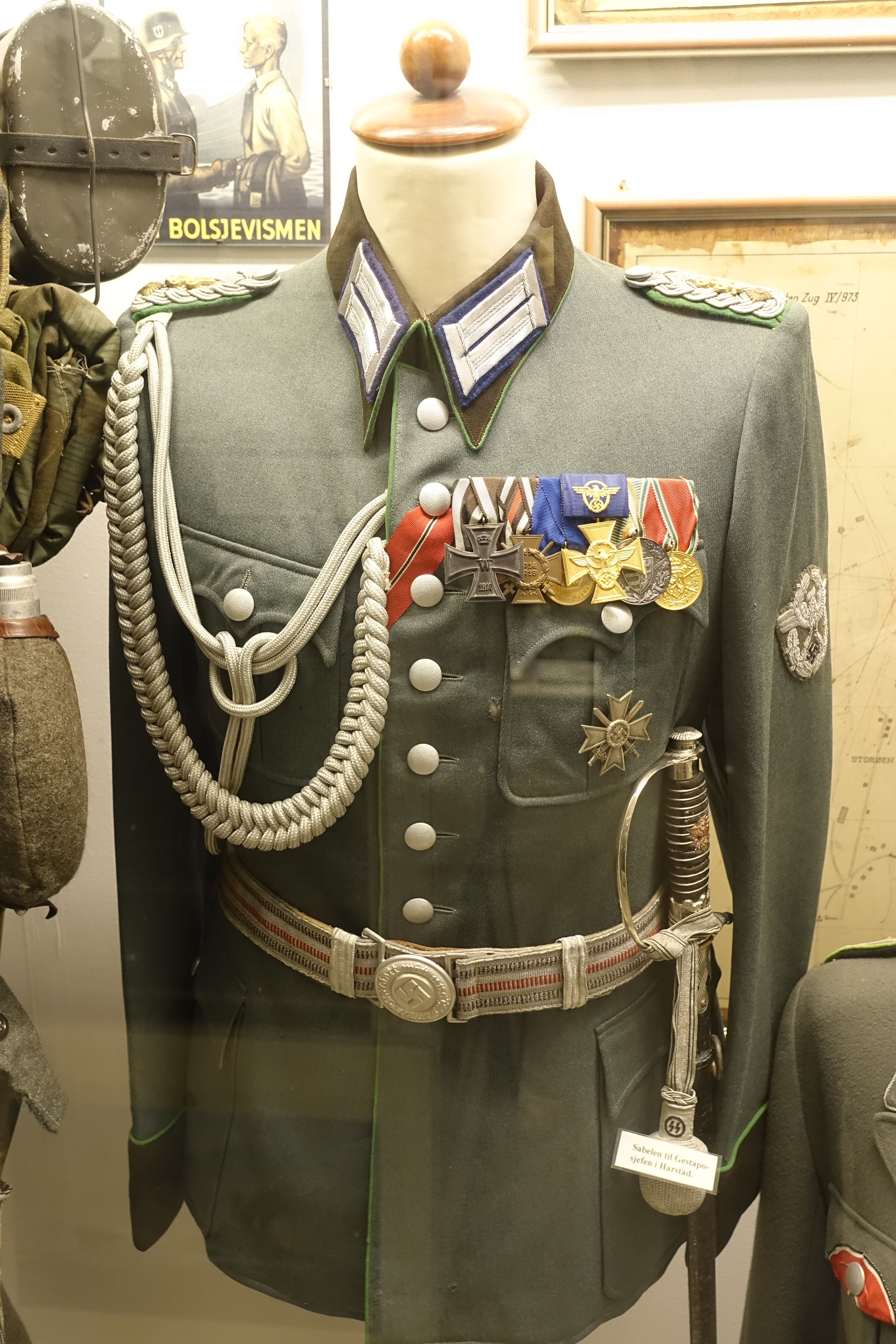
警察官の礼服。肩章は警察軍医中佐
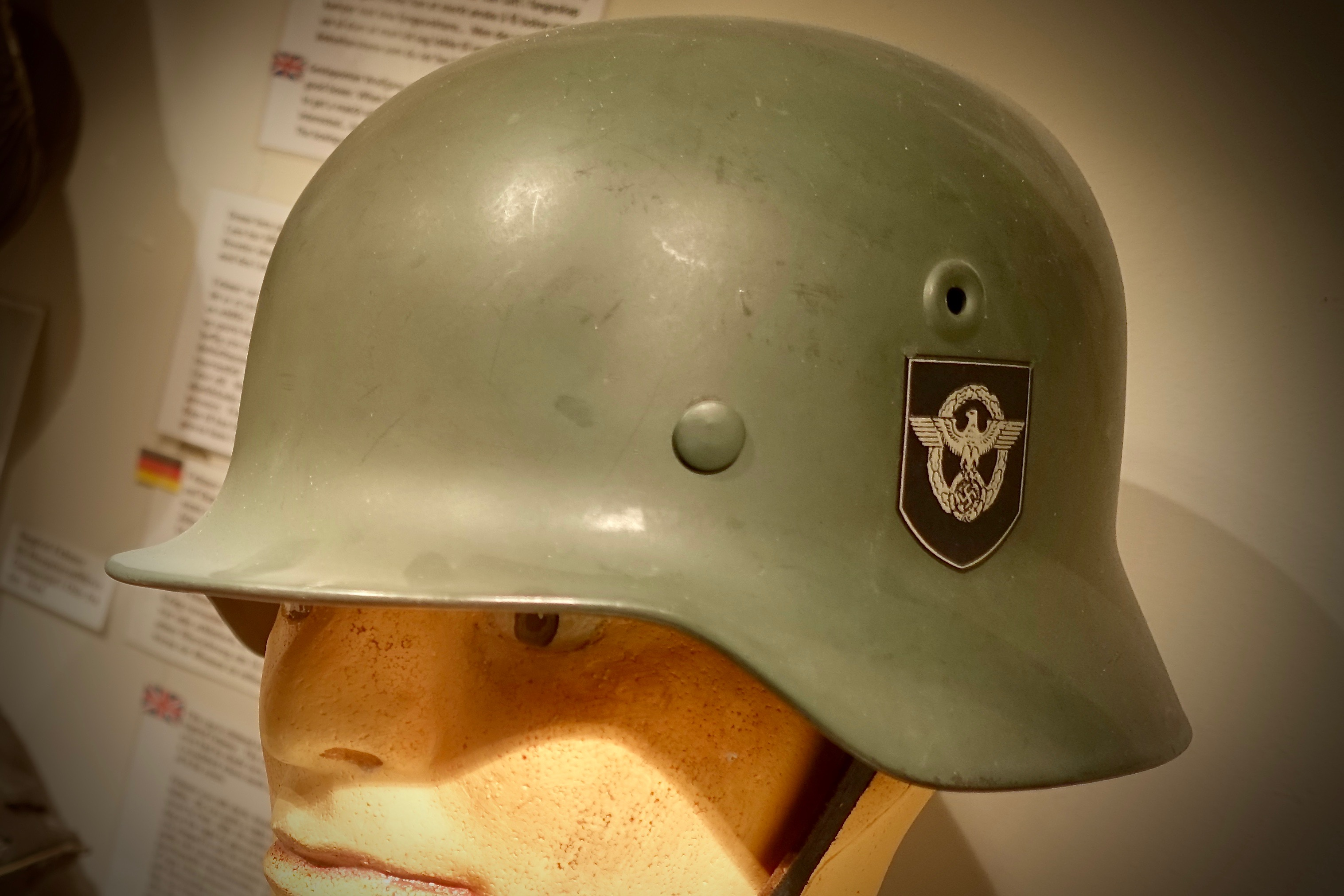
警察官のシュタールヘルム
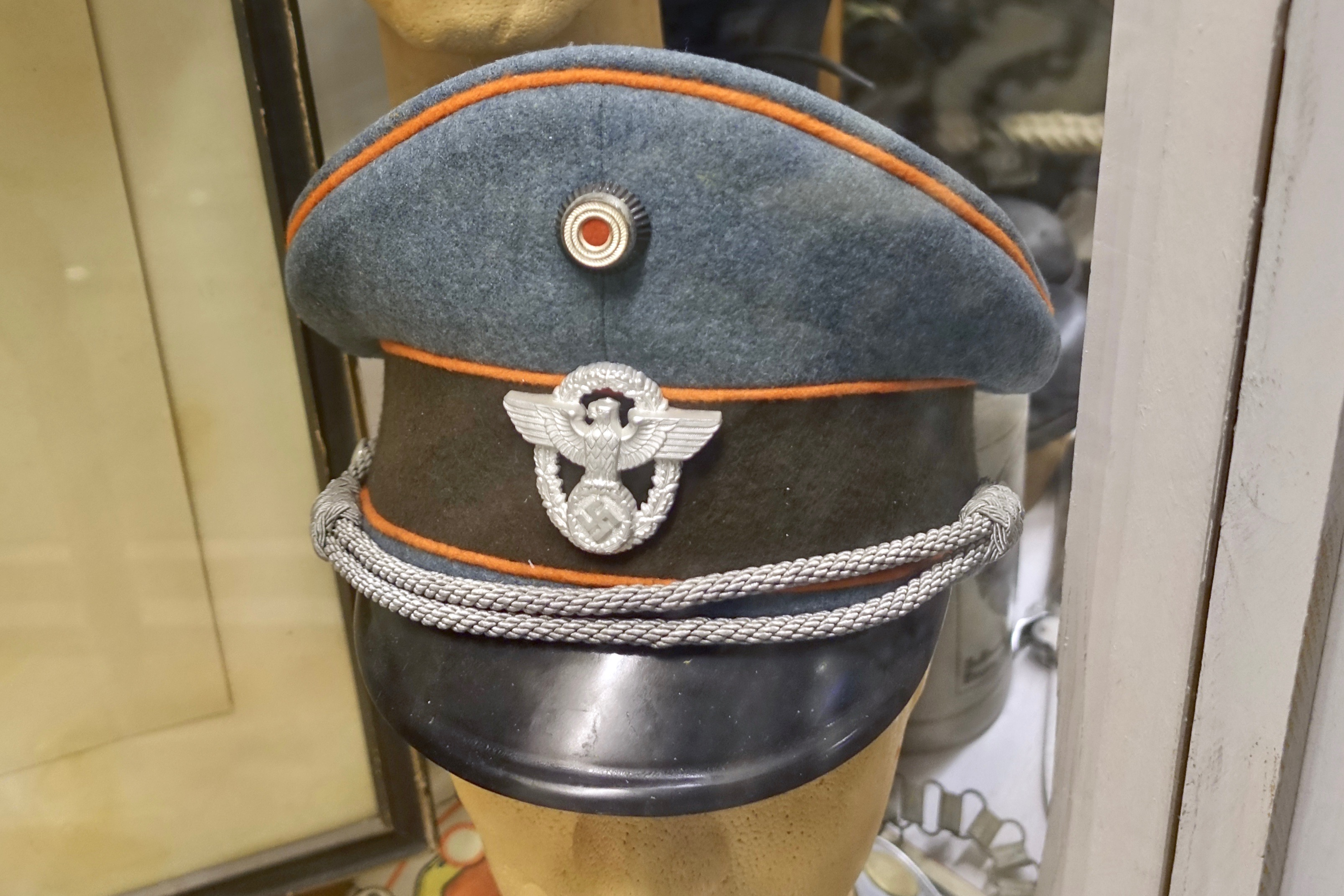
国家地方警察の警察将校制帽
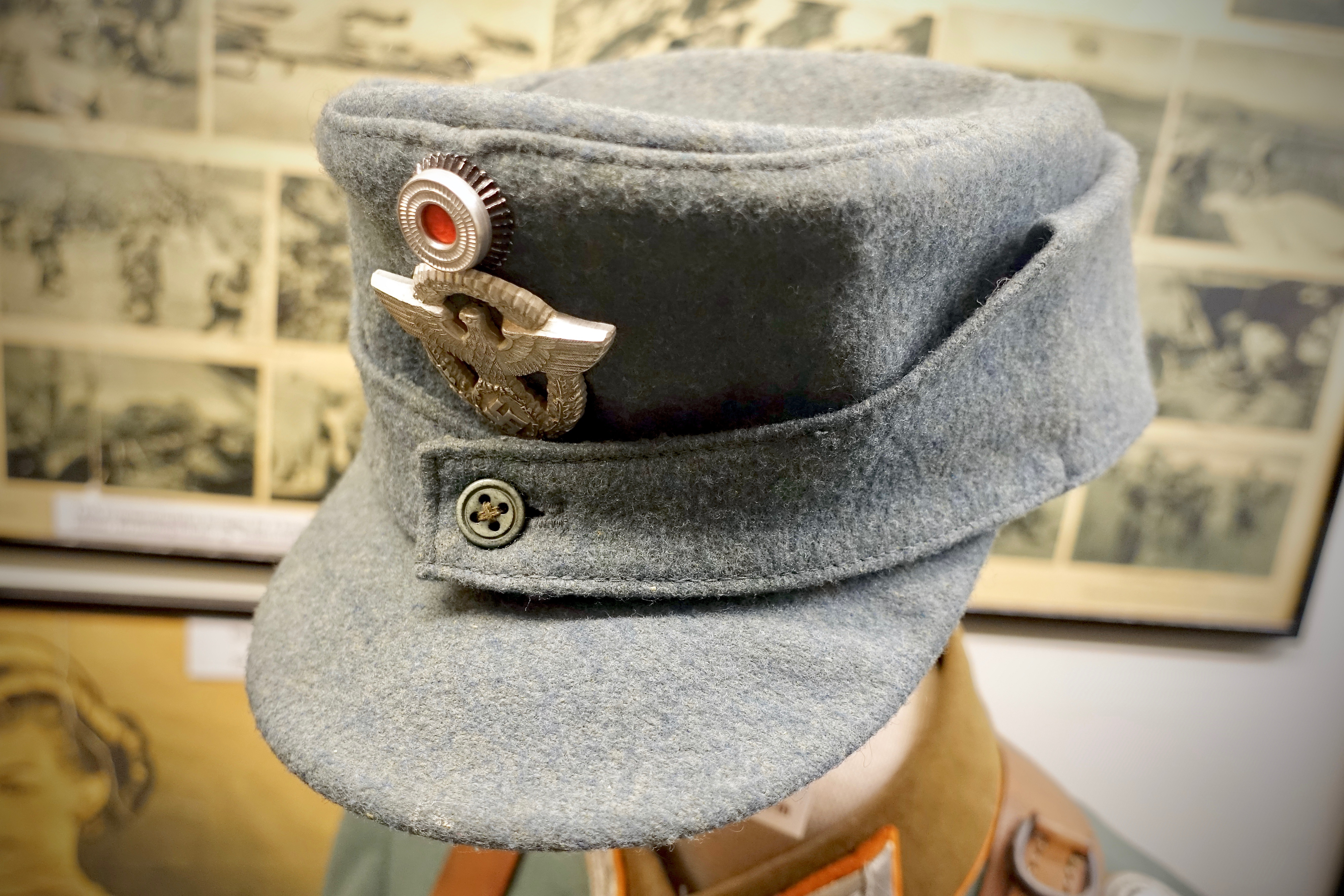
警察の規格帽
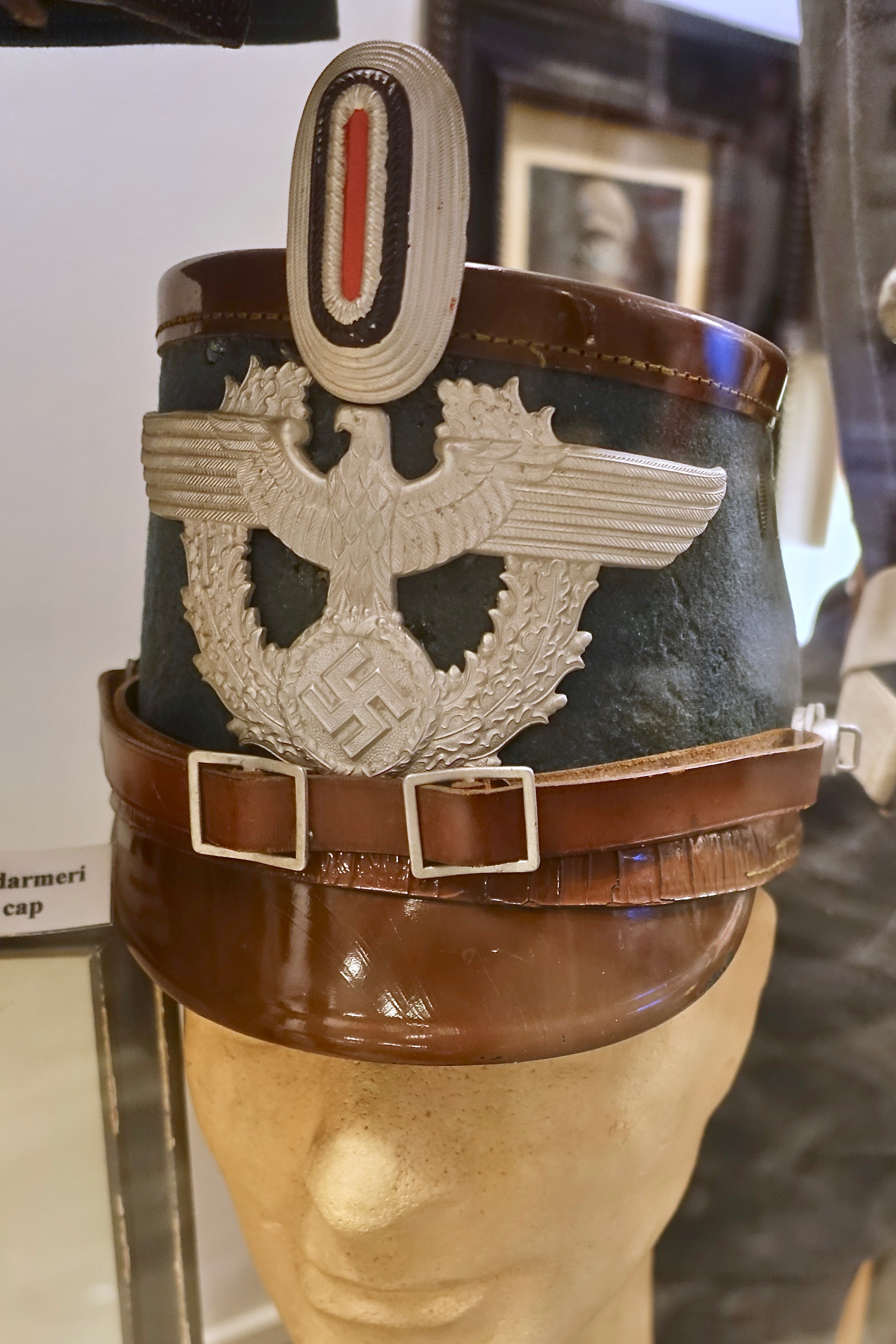
都市防護警察のシャコー帽
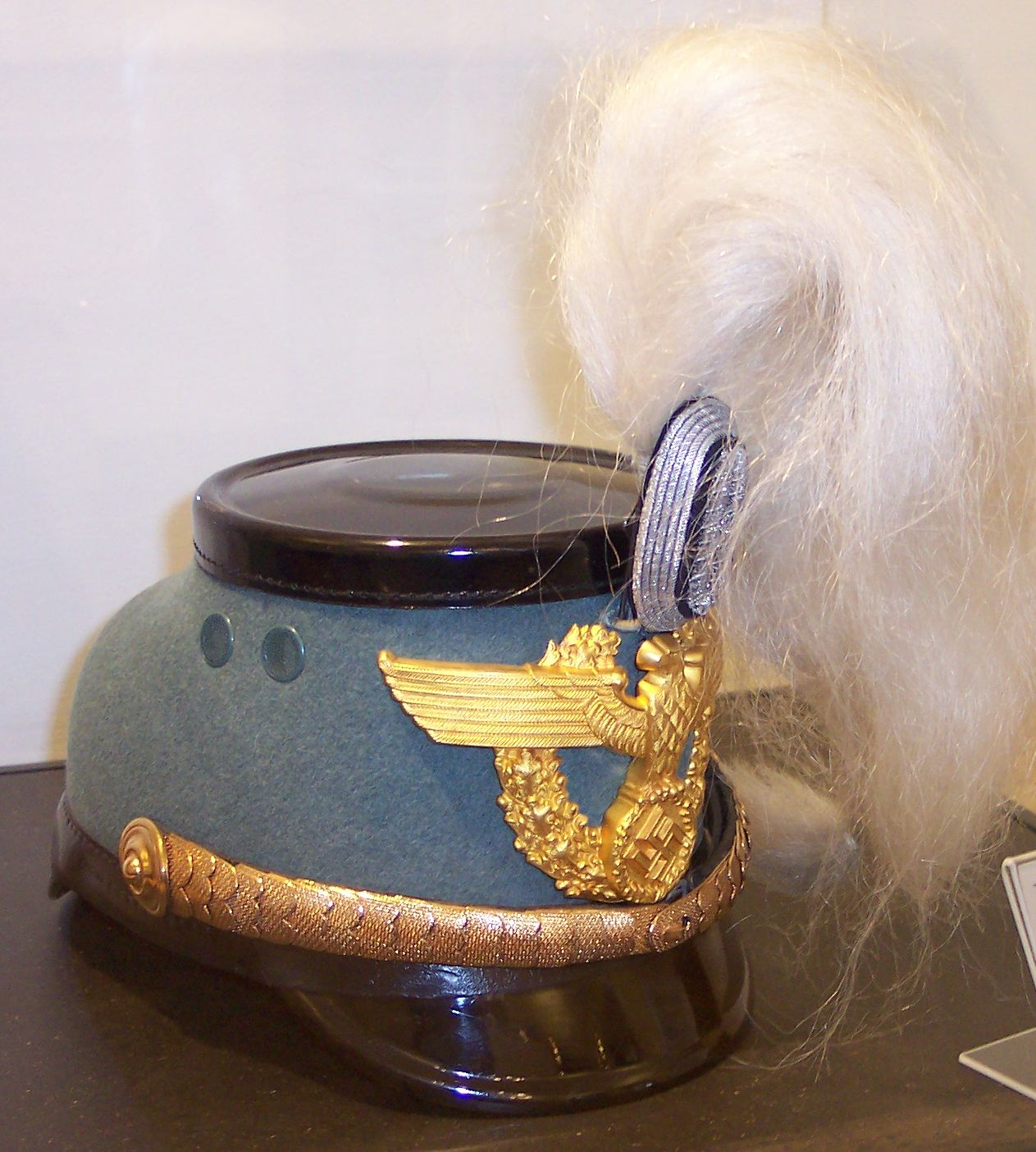
礼装の毛飾りのついた警察将官用シャコー帽
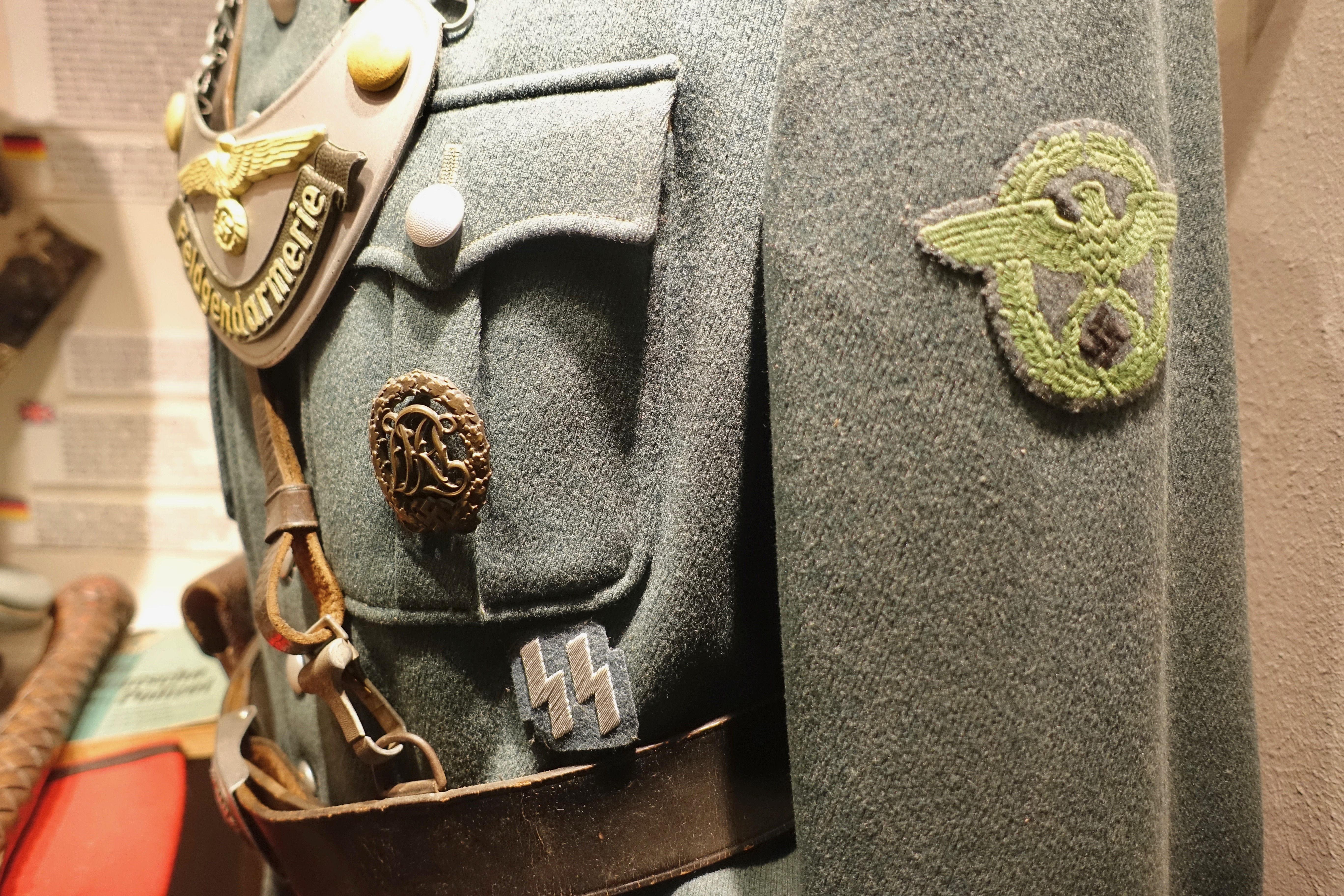
野戦憲兵を示すゴルゲット（英語版）を首にかけている。左胸ポケットにドイツ国家スポーツ章（ドイツ語版）。ポケットの下に親衛隊員であることを示すSSのルーン文字の刺繍。左腕には秩序警察の鷲章。
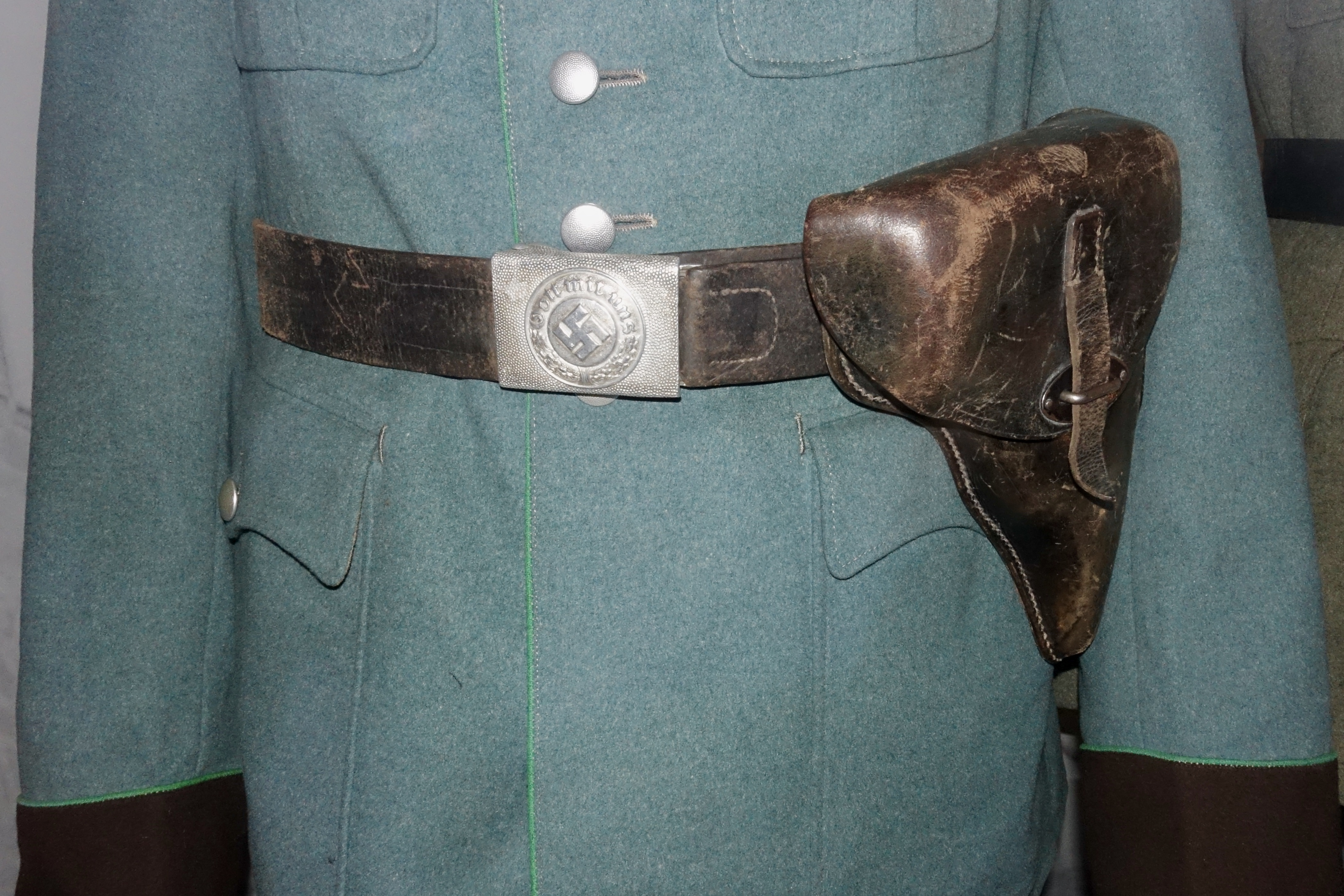
秩序警察下士官兵の上衣バイピング（緑色）と装備ベルト。バックルの文字は「神は我らと共に（Gott mit uns）」
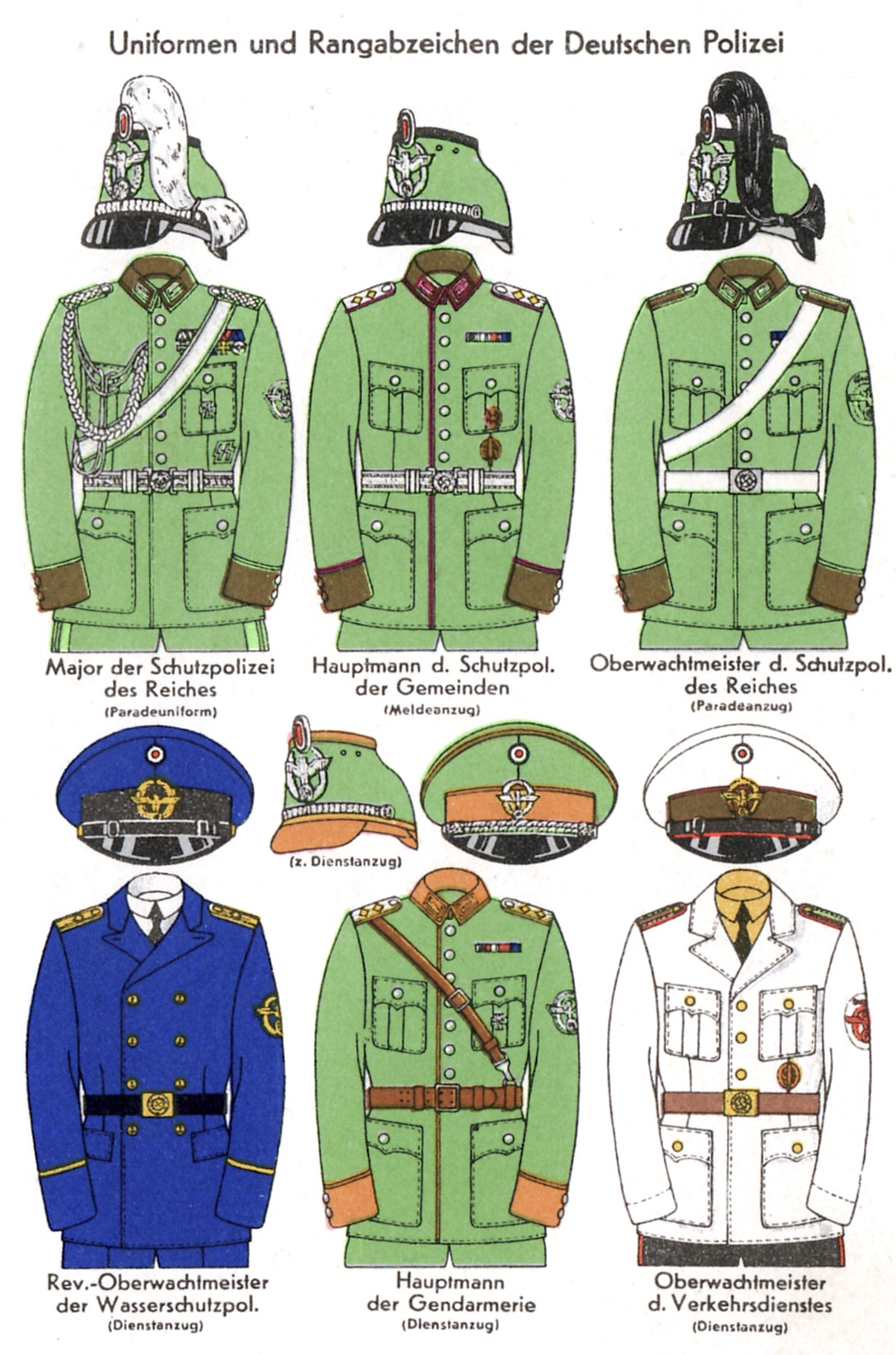
上段左から都市防護警察の警察少佐、地方防護警察の警察大尉、都市防護警察の上級巡査部長の制服。下段左から水上警察の地区上級巡査部長、国家地方警察の警察大尉、交通警察の上級巡査部長
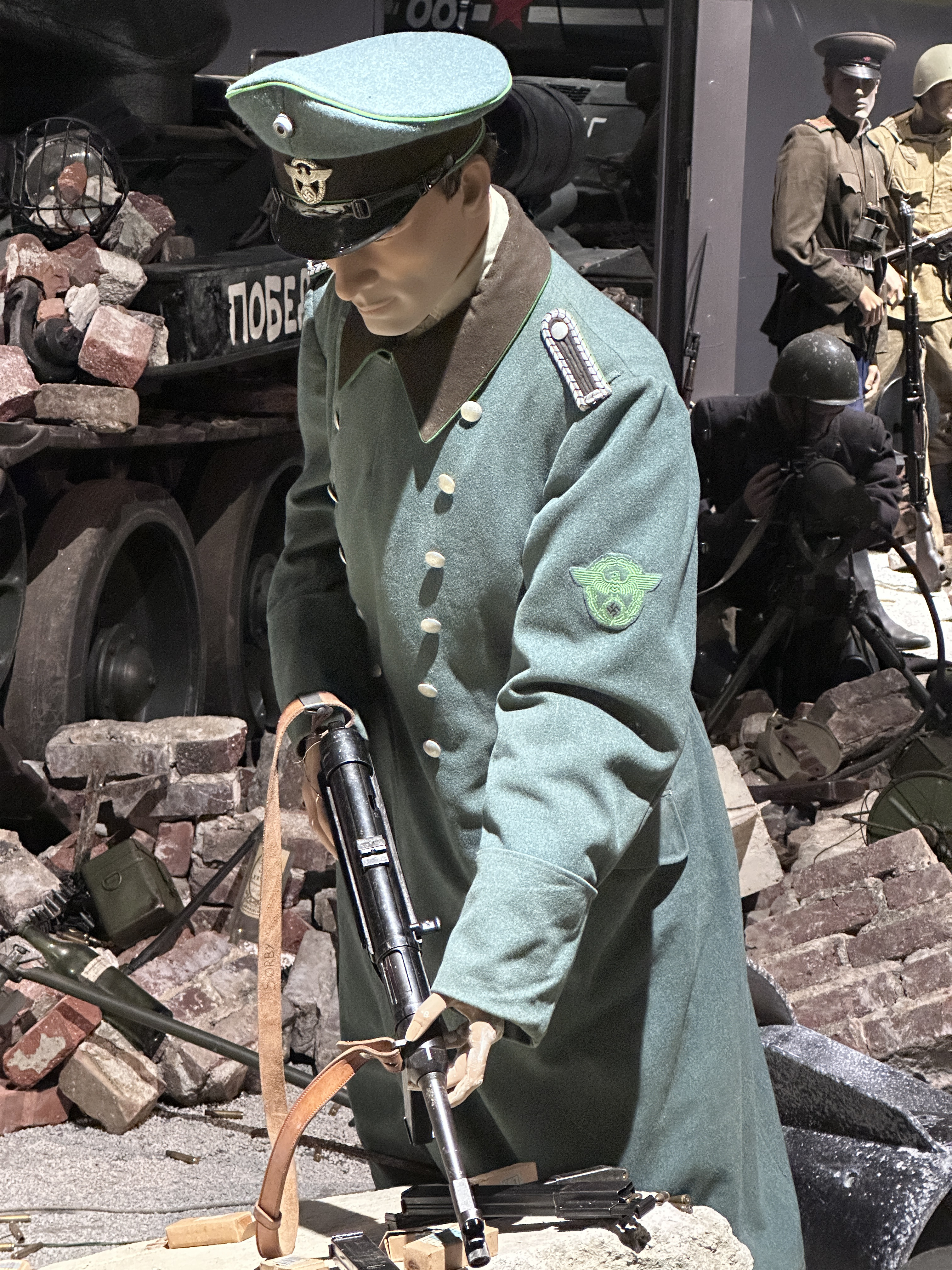
秩序警察警察官のコート
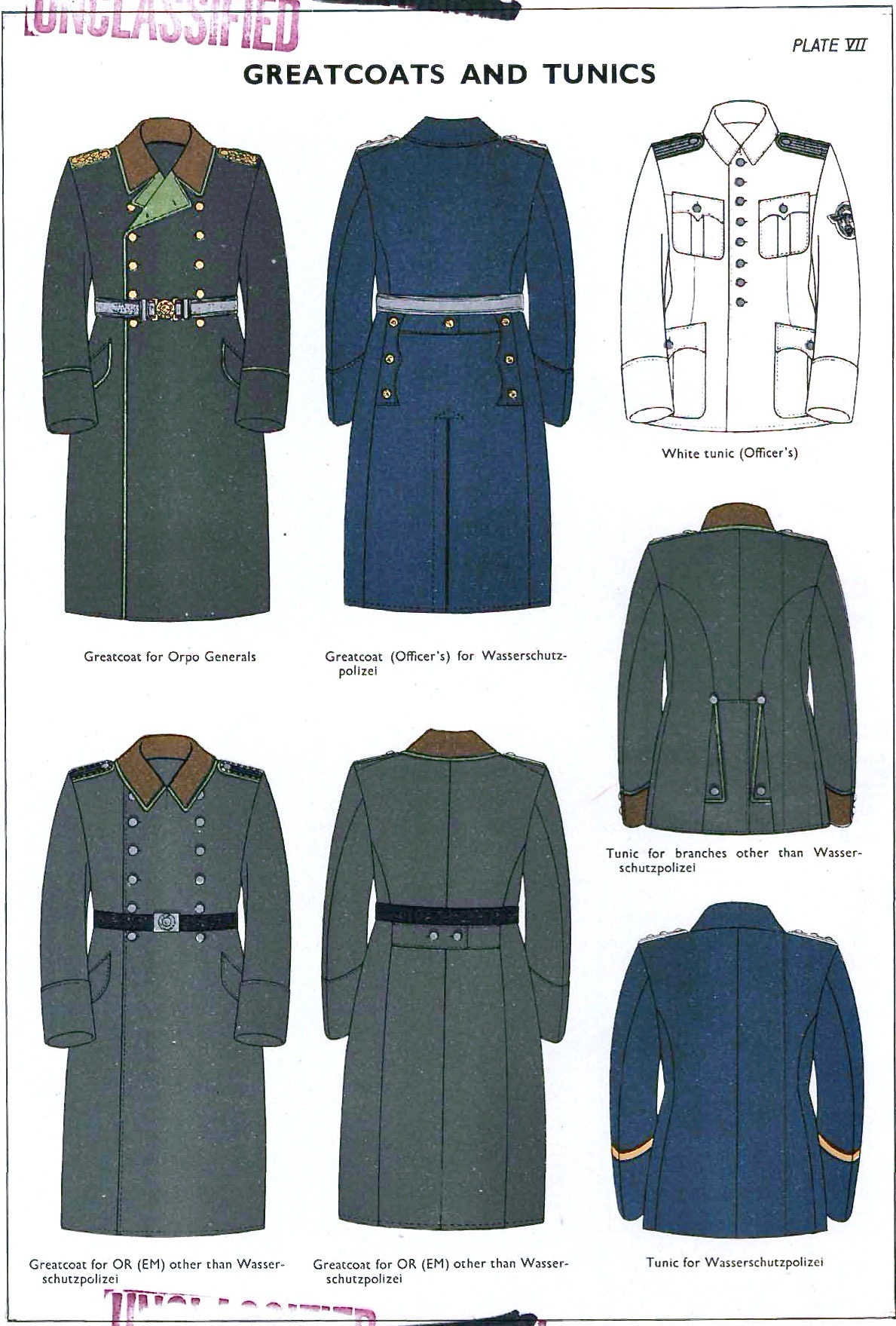
コート上段左から秩序警察将官のコートの前面、水上警察将校のコートの背面。コート下段左は水上警察以外の警察官のコートの前面と背面。右側は上から警察将校の白制服、水上警察以外の秩序警察官の制服の背部、水上警察の制服の背部。
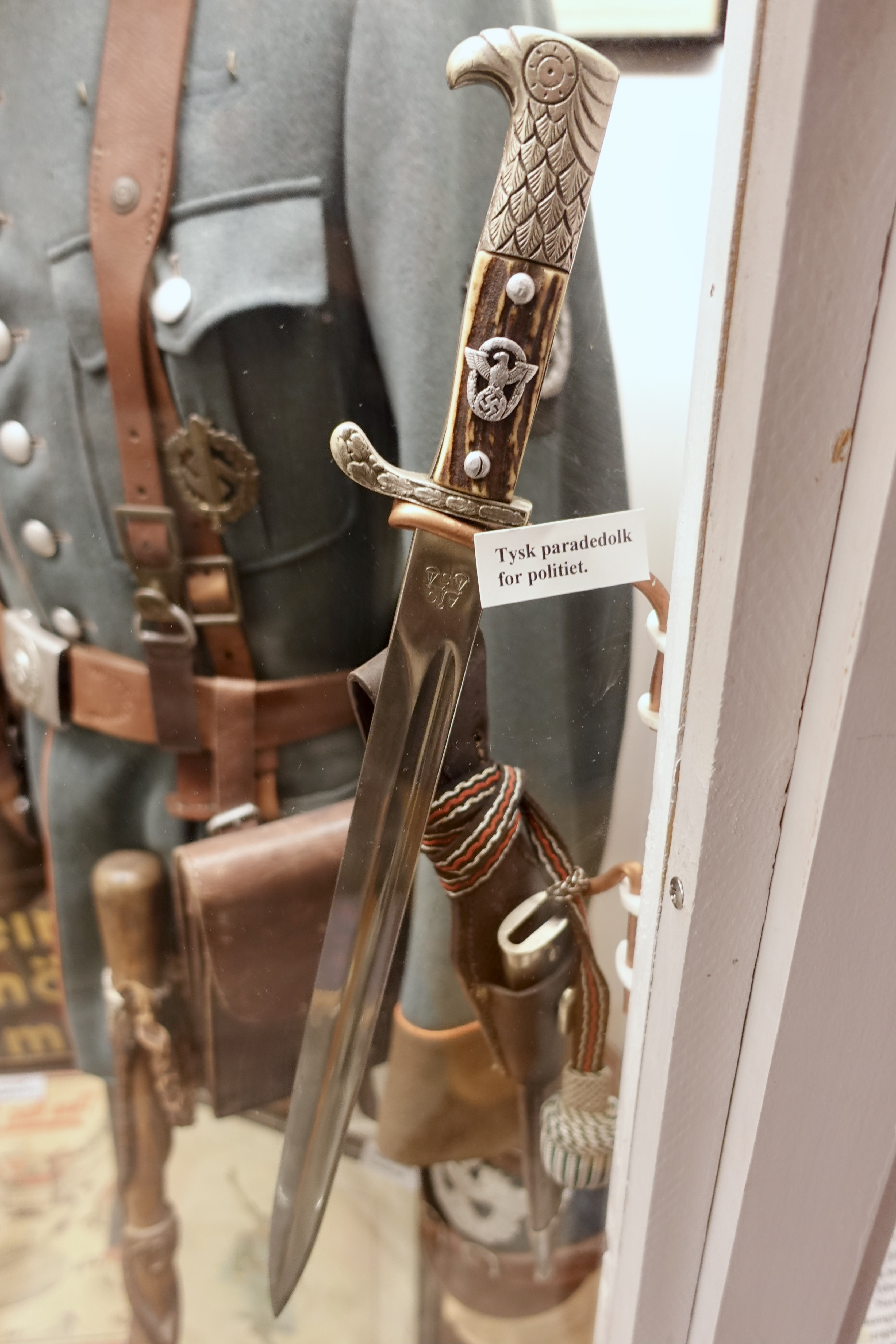
国家地方警察の儀礼用短剣

## 階級と肩章・襟章

### 警察将官
| 肩章 | 襟章(1936–42) | 襟章(1942–45)                          | 秩序警察階級                                | 相当するSS階級                          |
| ---- | ------------- | -------------------------------------- | ------------------------------------------- | --------------------------------------- |
|      |               |                                        | ドイツ警察長官 (Chef der Deutschen Polizei) | 親衛隊全国指導者 (Reichsführer-SS)      |
|      |               |                                        | 警察上級大将 (Generaloberst der Polizei)    | 親衛隊上級大将 (SS-Oberstgruppenführer) |
|      |               | 警察大将 (General der Polizei)         | 親衛隊大将 (SS-Obergruppenführer)           |                                         |
|      |               | 警察中将 (Generalleutnant der Polizei) | 親衛隊中将 (SS-Gruppenführer)               |                                         |
|      |               | 警察少将 (Generalmajor der Polizei)    | 親衛隊少将 (SS-Brigadeführer)               |                                         |

### 警察佐官・尉官
| 肩章 | 襟章                                  | 秩序警察階級                        | 相当するSS階級                   |
| ---- | ------------------------------------- | ----------------------------------- | -------------------------------- |
|      |                                       | 警察大佐 (Oberst der Polizei)       | 親衛隊大佐 (SS-Standartenführer) |
|      | 警察中佐 (Oberstleutnant der Polizei) | 親衛隊中佐 (SS-Obersturmbannführer) |                                  |
|      | 警察少佐 (Major der Polizei)          | 親衛隊少佐 (SS-Sturmbannführer)     |                                  |
|      | 警察大尉 (Hauptmann der Polizei)      | 親衛隊大尉 (SS-Hauptsturmführer)    |                                  |
|      | 警察中尉 (Oberleutnant der Polizei)   | 親衛隊中尉 (SS-Obersturmführer)     |                                  |
|      | 警察少尉 (Leutnant der Polizei)       | 親衛隊少尉 (SS-Untersturmführer)    |                                  |

### 警察准士官・下士官および兵卒
| 肩章 | 襟章                                       | 秩序警察階級                         | 相当するSS階級 |
| ---- | ------------------------------------------ | ------------------------------------ | -------------- |
|      |                                            | 主任 (Meister)                       | 無し           |
|      | 高級巡査部長 (Hauptwachtmeister)           | 親衛隊上級軍曹 (SS-Hauptscharführer) |                |
|      | 地区上級巡査部長 (Revier-oberwachtmeister) | 親衛隊軍曹 (SS-Oberscharführer)      |                |
|      | 上級巡査部長 (Oberwachtmeister)            | 親衛隊下級軍曹 (SS-Scharführer)      |                |
|      | 巡査部長 (Wachtmeister)                    | 親衛隊伍長 SS-Unterscharführer       |                |
|      | 巡査長 (Rottmeister)                       | 親衛隊兵長 (SS-Rottenführer)         |                |
|      | 巡査 (Unterwachtmeister)                   | 親衛隊一等兵 (SS-Sturmmann)          |                |
| 無し | 候補生 (Anwärter)                          | 親衛隊二等兵 (SS-Mann)               |                |